# Пётр VI Хромой

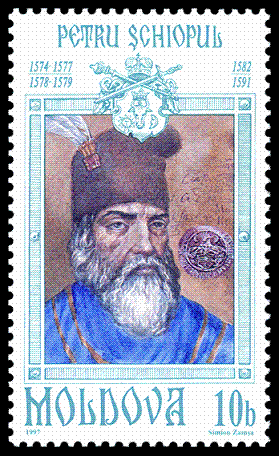
Почтовая марка Молдовы, 1997 год

Пётр VI Хромой (рум. Petru Şchiopul; 1537—1594) — господарь Молдавского княжества с июня 1574 по 23 ноября 1577, с 1 января 1578 по 21 ноября 1579 и с 17 октября 1582 по 29 августа 1591 годы.

## Биография
10 июля 1574 года произошло сражение у Кагульского озера. Силы турок сильно превосходили молдавское войско. Перед сражением бояре-предатели перешли на сторону турок. Молдавское войско было вынуждено отступить. В долине у села Рошканы произошла новая битва. Молдавско-казацкое войско три дня сопротивлялось в полном окружении. В итоге, Иоан Водэ решил сдаться на условиях сохранения жизни себе и своим воинам, однако турецкий паша казнил господаря. Иоан III Водэ Лютый был обезглавлен, тело его привязали к четырём верблюдам и разорвали на части.
Новым правителем Молдавского княжества стал Пётр Хромой, а страна была разграблена турками так, что память об этом сохранилась в течение многих лет. Особенно пострадало Пруто-Днестровское междуречье. Пётр беспрекословно подчинялся турецкому султану, а для личной охраны держал при дворе отряд турок. Молдавия платила султану удвоенную дань, в стране назревало недовольство.
Весной или летом 1577 года при содействии своих сторонников, среди которых были и молдаване, и отряда казацкого гетмана Якова Шаха , общим числом в 1000 казаков,  Иван Подкова,  выдававший себя за брата Иоана III Водэ Лютого, вторгся в Молдавию и низвергнул с престола Петра Хромого. Его поддержали народные массы. Удержаться в Молдавии Подкове удалось не более двух месяцев. Воевода Пётр, собрав свежее войско, двинулся к Яссам, чтобы возвратить потерянный престол, но был вторично разбит Подковой. Тогда Стефан Баторий, король польский, написал своему брату, трансильванскому воеводе Христофору, чтобы тот оказал помощь Петру Хромому. В начале 1578 года Иван Подкова, видя, что ему не удержаться на престоле, решил оставить Молдавию и хотел пробраться к запорожским казакам; но брацлавскому воеводе удалось уговорить Подкову отправиться в Варшаву, чтобы оправдаться перед Баторием. Король, однако, в угоду туркам заключил Подкову под стражу и приказал казнить его в июне 1578 года.
В начале января 1578 года Пётр Хромой вернулся в Яссы, но 9 февраля был вынужден бежать, сдав город без боя молдавско-казацким отрядам во главе с Александром, выдававшим себя за брата Иоана III Водэ и Иоана IV Подковы. После гибели Александра следующим претендентом на молдавский престол был Пётр, ставший во главе казаков и выдававший себя за сына Александра. Петру Хромому удалось удержать власть, однако народные волнения в стране продолжались ещё долгое время. В 1579 году господарём стал Янку Сасул, и Пётр Хромой вернул трон только в 1583 году.